# Henricia arcystata
Henricia arcystata är en sjöstjärneart som beskrevs av Fisher 1917. Henricia arcystata ingår i släktet Henricia och familjen krullsjöstjärnor. Inga underarter finns listade i Catalogue of Life.